# Qiao Guanhua
Qiao Guanhua (ur. 28 marca 1913, zm. 22 września 1983) – chiński polityk i dyplomata, minister spraw zagranicznych ChRL w latach 1974-1976.

## Życiorys
Pochodził z Yancheng w prowincji Jiangsu. Studiował w Niemczech, gdzie uzyskał tytuł doktora filozofii. Od 1942 roku do końca wojny z Japonią pracował w Chongqingu jako korespondent dziennika Xinhua. Na początku 1946 przeniósł się do Szanghaju, a od końca tegoż roku był korespondentem agencji prasowej Xinhua w Hongkongu.
Po utworzeniu w 1949 roku Chińskiej Republiki Ludowej zajmował szereg ważnych stanowisk w chińskim MSZ. W 1950 roku wraz z Wu Xiuquanem był specjalnym wysłannikiem ChRL na forum Rady Bezpieczeństwa ONZ, protestując przeciwko poparciu USA dla rządu Czang Kaj-szeka na Tajwanie. Rok później był członkiem chińskiej delegacji na konferencję pokojową w Panmundżom, dotyczącej zakończenia wojny koreańskiej. W 1954 roku towarzyszył premierowi Zhou Enlaiowi w Genewie na konferencji w sprawie zakończenia I wojny indochińskiej. W latach 1964–1974 był wiceministrem spraw zagranicznych ChRL.
Po przyjęciu w 1971 roku Chińskiej Republiki Ludowej do Rady Bezpieczeństwa ONZ przewodził pierwszej delegacji ChRL na 26 sesję Zgromadzenia Ogólnego. Brał udział w przygotowaniach do wizyty Nixona w Chinach w 1972 roku i był odpowiedzialny za negocjacje z Henrym Kissingerem przed wydaniem tzw. komunikatu szanghajskiego. W 1973 roku towarzyszył Deng Xiaopingowi podczas wizyty we Francji, ponownie odwiedził ten kraj trzy lata później jako szef chińskiego MSZ.
W latach 1973–1978 członek Komitetu Centralnego KPCh X kadencji. Od 1974 do 1976 roku był ministrem spraw zagranicznych ChRL. Odwołany z tego stanowiska po upadku bandy czworga za zbyt bliskie związki z jej członkami, pełnił następnie funkcję doradcy Chińskiego Ludowego Towarzystwa Przyjaźni z zagranicą.
W 1973 roku poślubił Zhang Hanzhi (1935−2008), osobistą nauczycielkę języka angielskiego Mao Zedonga.